# Òrbita polar
Una òrbita polar (OP o PO, de l'anglès Polar Orbit) és una òrbita terrestre baixa amb una inclinació de prop de 90°. El principal interès d'aquestes òrbites és que l'efecte combinat del moviment del satèl·lit amb la rotació de la Terra fa que sobrevolin la totalitat de la seva superfície. És per això que són les òrbites de preferència dels satèl·lits d'observació i cartogràfics, que així poden obtenir dades d'abast mundial. Aquesta cobertura global s'aconsegueix gràcies al fet que l'òrbita resta fixa en un pla de l'espai, mentre que la Terra es mou a sota. El moviment del satèl·lit proporciona l'escombrat nord-sud, mentre que la rotació terrestre facilita l'escombrat est-oest.
L'animació següent mostra el mecanisme:
| (video) | Òrbita polar (informació)                                               |
| (video) | Si teniu problemes per visualitzar el vídeo, vegeu Ajuda:Àudio i vídeo. |

El temps que un satèl·lit triga a sobrevolar tota la Terra depèn de l'amplada del seu camp de visió i del nombre de revolucions del satèl·lit per dia. Per a molts satèl·lits es troba al voltant de dues setmanes.